# Монгайар (Верхние Пиренеи)
Монгайа́р (фр. Montgaillard, окс. Montgalhard) — коммуна во Франции, находится в регионе Юг — Пиренеи. Департамент — Верхние Пиренеи. Входит в состав кантона Баньер-де-Бигор. Округ коммуны — Баньер-де-Бигор.
Код INSEE коммуны — 65320.

## География
Коммуна расположена приблизительно в 660 км к югу от Парижа, в 125 км юго-западнее Тулузы, в 13 км к югу от Тарба.
По территории коммуны протекают реки Адур, Аррет-Дарре и Гайест, а также проходит канал Аларик.

## Климат
Климат умеренно-океанический с солнечной тёплой погодой и обильными осадками на протяжении практически всего года.

## Население
Население коммуны на 2010 год составляло 772 человека.
| 1962 | 1968 | 1975 | 1982 | 1990 | 1999 | 2010 |
| ---- | ---- | ---- | ---- | ---- | ---- | ---- |
| 614  | 629  | 628  | 695  | 737  | 727  | 772  |

## Администрация
| Период | Период | Фамилия       | Партия | Примечания |
| ------ | ------ | ------------- | ------ | ---------- |
| 2001   | 2008   | Луи Баже      |        |            |
| 2008   | 2014   | Жан-Поль Барт |        |            |
| 2014   | 2020   | Патрик Борнюа |        |            |

## Экономика
В 2010 году среди 481 человека трудоспособного возраста (15-64 лет) 355 были экономически активными, 126 — неактивными (показатель активности — 73,8 %, в 1999 году было 70,6 %). Из 355 активных жителей работали 324 человека (161 мужчина и 163 женщины), безработных было 31 (16 мужчин и 15 женщин). Среди 126 неактивных 27 человек были учениками или студентами, 75 — пенсионерами, 24 были неактивными по другим причинам.

## Достопримечательности
- Церковь Св. Илария
- Мост Дьявола через реку Адур

## Фотогалерея
- Мэрия
- Центральная площадь
- Церковь Св. Илария
- Общественная прачечная
- Мост Дьявола через реку Адур
- Кафе Ведер